# Ксенофонтов, Иван Ксенофонтович
Иван Ксенофонтович Ксенофонтов (настоящая фамилия — Крайков, псевдоним Лука; 28 августа 1884, Смоленская губерния — 23 марта 1926, Москва) — российский революционер, большевик, делегат Всероссийского учредительного собрания, заместитель председателя ВЧК, член ВЦИК, управляющий делами ЦК РКП(б).

## Биография
Иван Крайков родился 28 (или 29) августа 1884 года в деревне Савинки Гжатского уезда (Смоленская губерния) в крестьянской семье (БСЭ утверждает, что местом рождения Крайкова-Ксенофонтова является город Москва). Иван получил начальное образование — окончил 2 класса начальной школы. С 1896 года он работал в Москве на текстильных фабриках (рабочий-присучальщик). В 1900 году Иван Ксенофонтов впервые принял участие в экономической забастовке на своей фабрике.
В 1903 году Ксенофонтов вступил в РСДРП (через партийный кружок рабочих фабрики Гужон), а уже в 1904 году он примкнул к большевикам. Был участником Первой русской революции 1905—1907 годов: два года вёл работу в кружке фабрики Гужон, за что был арестован, но выпущен полицией из-за недостаточности улик; в апреле 1905 года был вновь арестован за организацию стачки на шерстепрядильной фабрике Дюфурманеля и выслан из Москвы. С этого времени он был взят под негласный надзор полиции.
В 1906—1909 годах (по другим данным, до осени 1908 года) Ксенофонтов служил в царской армии: был рядовым 15-го пехотного полка (Курляндская губерния), в котором организовал революционный кружок.
С 1909 года Иван Ксенофонтович жил в Москве: был рабочим на одной из столичных фабрик (1908—1912), работал в кружках РСДРП Благуше-Лефортовского района (1910—1912). В апреле 1912 года он был уволен с фабрики за участие в забастовке.
С 1912 по январь 1914 года Ксенофонтов был секретарём Союза водопроводчиков Москвы. Был арестован в январе 1914 года и выслан из столицы. С апреля 1914 года он проживал в Риге.
В Риге Иван Ксенофонтович стал сотрудником «Русского культурного центра», но был задержан полицией. После начала Первой мировой войны он вновь служил в армии (до ноября 1917 года) — рядовым на Западном фронте, телеграфистом при штабе 2-й армии. Был официально демобилизован в январе 1918 года. В этот период Ксенофонтов вёл агитационную работу среди солдат Несвижского гарнизона (май—август 1917 года) и был избран председателем Несвижского совета солдатских и крестьянских депутатов (с 1 марта по август 1917 года). До ноября он был членом солдатского комитета 2-й армии и председателем Слуцкого Совета солдатских депутатов.

### Революция. ВЧК
Иван Ксенофонтов был делегатом как I-го, так и II-го Всероссийского съезда Советов рабочих и солдатских депутатов в Петрограде. В дни выступления генерала Корнилова именно Ксенофонтов привёл петроградский гарнизон в боевую готовность и организовал охрану Совета.
В ноябре 1917 года Ксенофонтов был первый раз избран членом ВЦИК (2—6 созывов) от Западного фронта. Тогда же, в ноябре, он избрался во Всероссийское учредительное собрание от Западного фронта, Минского и Могилёвского избирательных округов по списку № 9 (большевики). Он стал участником заседания Собрания 5 января 1918 года, закончившегося его разгоном.
Ксенофонтов оказался в составе Всероссийской чрезвычайной комиссии (ВЧК) с момента её образования 7 декабря 1917 года: состоял секретарём главы ВЧК Феликса Дзержинского. С марта 1919 по апрель 1921 года он был заместителем Дзержинского и, одновременно, председателем Особого трибунала ВЧК, а также представителем ВЧК при ВЦИК. В июле 1918 года Ксенофонтов участвовал в ликвидации левоэсеровского мятежа в Москве — именно его подпись (как и подпись самого Дзержинского) была подделана убийцами посла Мирбаха с целью проникновения в здание посольства. В 1921 году Ксенофонтов принимал участие в подавлении Кронштадтского восстания. Кроме того, он был командирован по линии ВЧК в Калугу (1918), Казань (1919) и Тулу (1919).
В июне 1918 года Ксенофонтов вместе с Д. Г. Евсеевым и И. Н. Полукаровым руководил работой I-й Всероссийской конференцией ЧК. Исходя из результатов этой конференции, уже в сентябре ВЧК организовала инструкторские курсы (на 100—120 человек), которые вёл и сам И. К. Ксенофонтов.

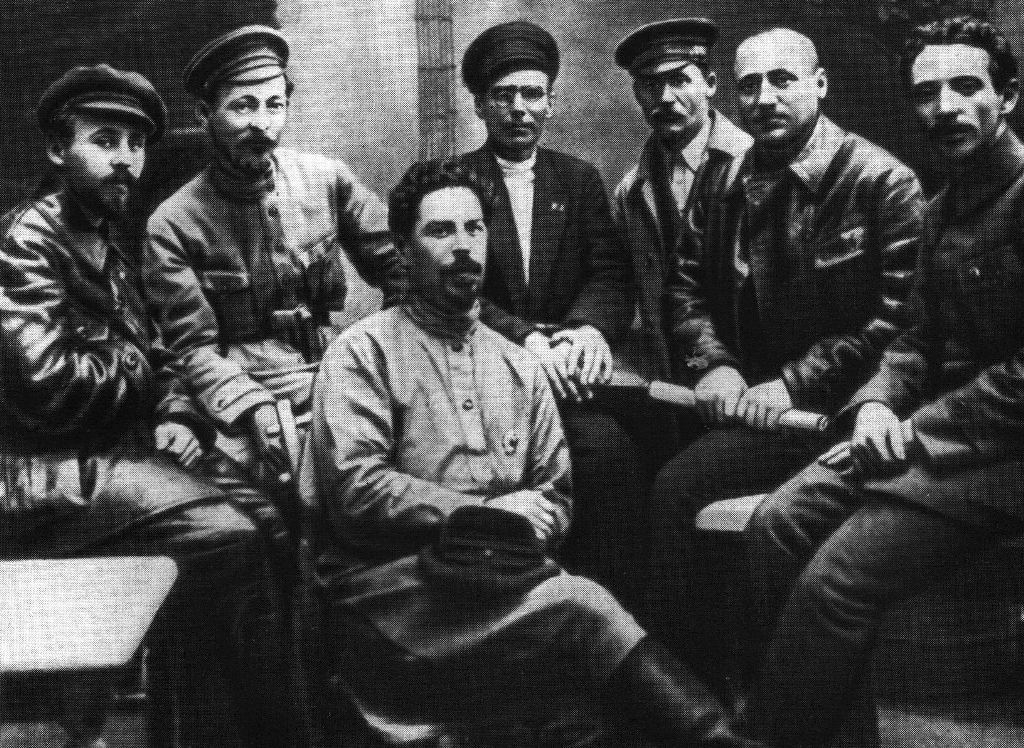
Члены ВЧК в 1919 году: И. К. Ксенофонтов второй справа

Иван Ксенофонтов входил в четвёрку лиц (вместе с Дзержинским, Петерсом, Лацисом), составлявших неизменное руководящее ядро ВЧК на протяжении всей Гражданской войны.
В июле 1920 года, во время Советско-польской войны, ВЧК (в отсутствие Дзержинского, занятого на фронте) разоблачила группу врачей и служащих Центральной приёмочной комиссии, бравших взятки за освобождение от призыва здоровых людей: преступники признали негодными к службе 8 тысяч человек (треть осмотренных), получив за это около 50 миллионов рублей. Президиум ВЧК во главе с Ксенофонтовым приговорил 44 участника группы к высшей мере наказания.
С 16 по 20 августа 1920 года под председательством И. К. Ксенофонтова проходил процесс по делу контрреволюционного «Тактического центра». Он же руководил заседанием Верховного ревтрибунала, на котором слушалось «дело кооператоров». В конце 1920 года он выезжал на Кавказ для ревизии и инспектирования местных чрезвычайных комиссий (Ростов-на-Дону, Новороссийск, Екатеринодар, Пятигорск, Владикавказ).
В 1922—1925 годах Ксенофонтов являлся управляющим делами ЦК РКП(б) (по другим данным — и в 1921 году), а с февраля 1925 года — заместителем наркома социального обеспечения РСФСР. (С первых дней Ксенофонтову пришлось осуществлять фактическое руководство наркоматом — нарком В. Г. Яковенко был тяжело болен.) Кроме того, он был делегатом X-го (1921), XII-го (1923) и XIII-го (1924) съездов РКП(б), а также депутатом Московского совета.

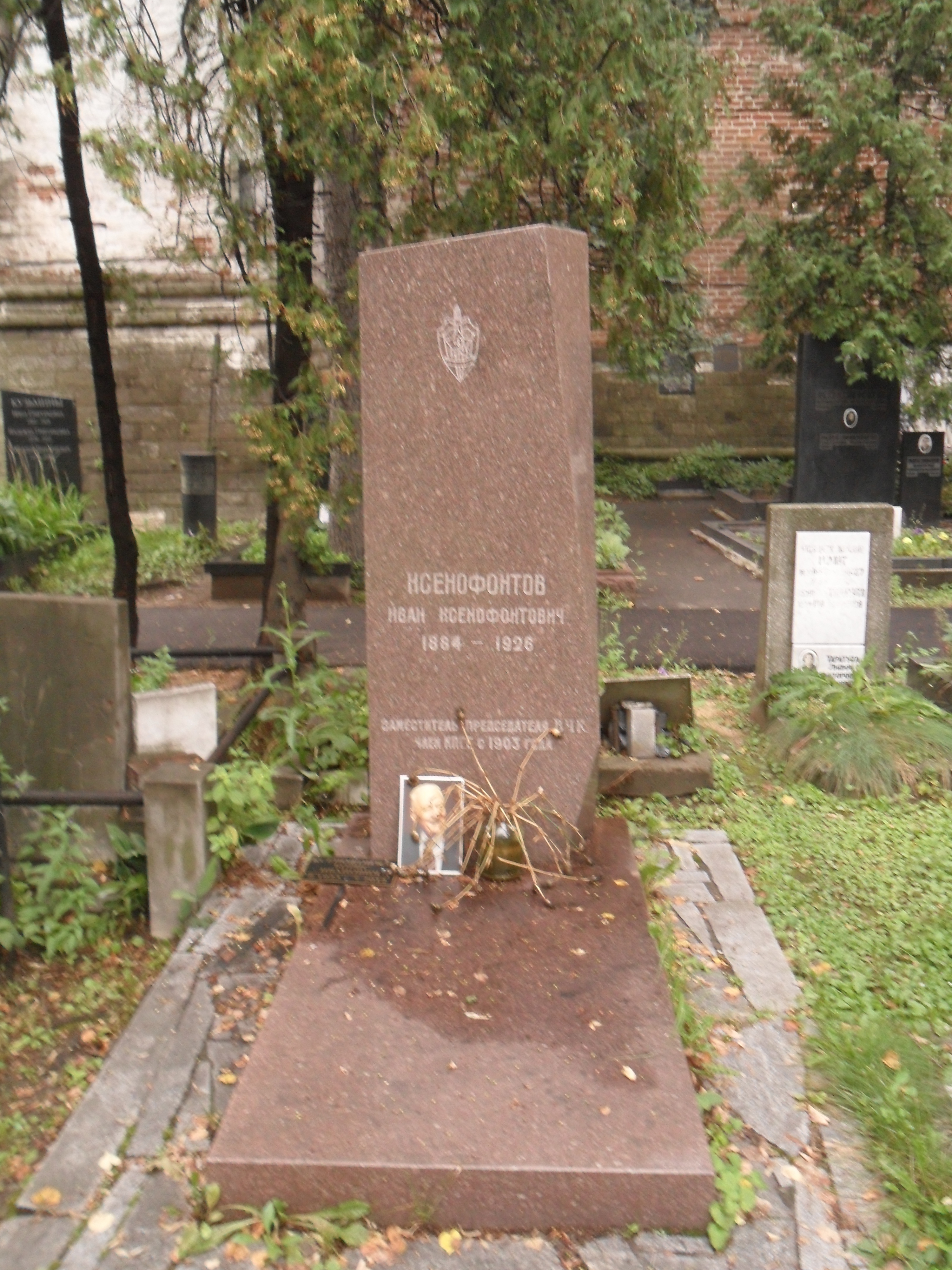
Могила Ксенофонтова на Новодевичьем кладбище.

Скончался в Москве 23 марта 1926 года от язвы желудка и был похоронен на Новодевичьем кладбище (1 уч., 44 ряд).

## Мнение современников
Ксенофонтов был человеком кристаллической чистоты и беззаветной преданности партии… В нём, как в ценнейшем сплаве, слились воедино те чудесные черты, которые так присущи были чекистам… прямолинейность, неукротимая ненависть к проклятому прошлому, редкое бескорыстие, поразительное чувство товарищества и врожденная мягкость, уживающаяся с воспитанной опасной работой неумолимостью там, где этого требовали интересы революции.— из воспоминаний писателя Ильи Кремлёва, работавшего в Управлении делами ЦК

## Произведения
- И. К. Ксенофонтов, Состояние и развитие социального обеспечения в РСФСР. — М., 1925 [брошюра][22].
- «Состояние и развитие социального обеспечения в СССР» // «Взаимопомощь», 1925 [статья][21].
- Статья для журнала «Вопросы социального обеспечения»[21].
- Приказ ВЧК «Об усилении борьбы с контрреволюцией» (№ 52/сс, 28 февраля 1921 года)[23].
- Циркулярное письмо В. Ч. К. № 6 (17 июня 1920 года)[10].
- «О принятии срочных мер борьбы с пожарами» (после 9 мая 1920 года): заканчивается фразой «Стойте твердо на своих постах, будьте настороже»[10].
- И. К. Ксенофонтов, С. Г. Уралов, «Предупреждение врагам пролетариата от Всероссийской чрезвычайной комиссии» // «Правда», «Известия» и другие газеты (30 мая 1920 года)[16]: заканчивается фразой «Беспощадная кара будет за преступную халатность всем ответственным лицам. То же ждет шептунов из социал-предательского лагеря и доносчиков Ллойд Джорджа. Все на стражу! Все против поджигателей!»

## Семья
Жена:
- Ирина Филипповна Ксенофонтова (1891—1980)[24]

Сыновья:
- Николай Иванович Ксенофонтов (1915—1928)[25]
- Борис Иванович Ксенофонтов (1923—2012)[20]

### Комментарии
1. ↑  Именно хозотдел ЦК, возглавляемый Ксенофонтовым занимался распределением материальных благ номенклатуры ЦК: пайков, квартир, медобслуживания, заграничных поездок и т.п. Контроль хозотдела через посредство Ксенофонтова сыграл заметную роль в укреплении диктатуры Сталина в 1920-е годы[18]